# SN 1997cn
SN 1997cn – supernowa typu Ia-pec odkryta 19 maja 1997 roku w galaktyce NGC 5490. Jej maksymalna jasność wynosiła 17,20m.